# Euplexia calamistrata
Euplexia calamistrata là một loài bướm đêm trong họ Noctuidae.